# Astolfo Petrazzi

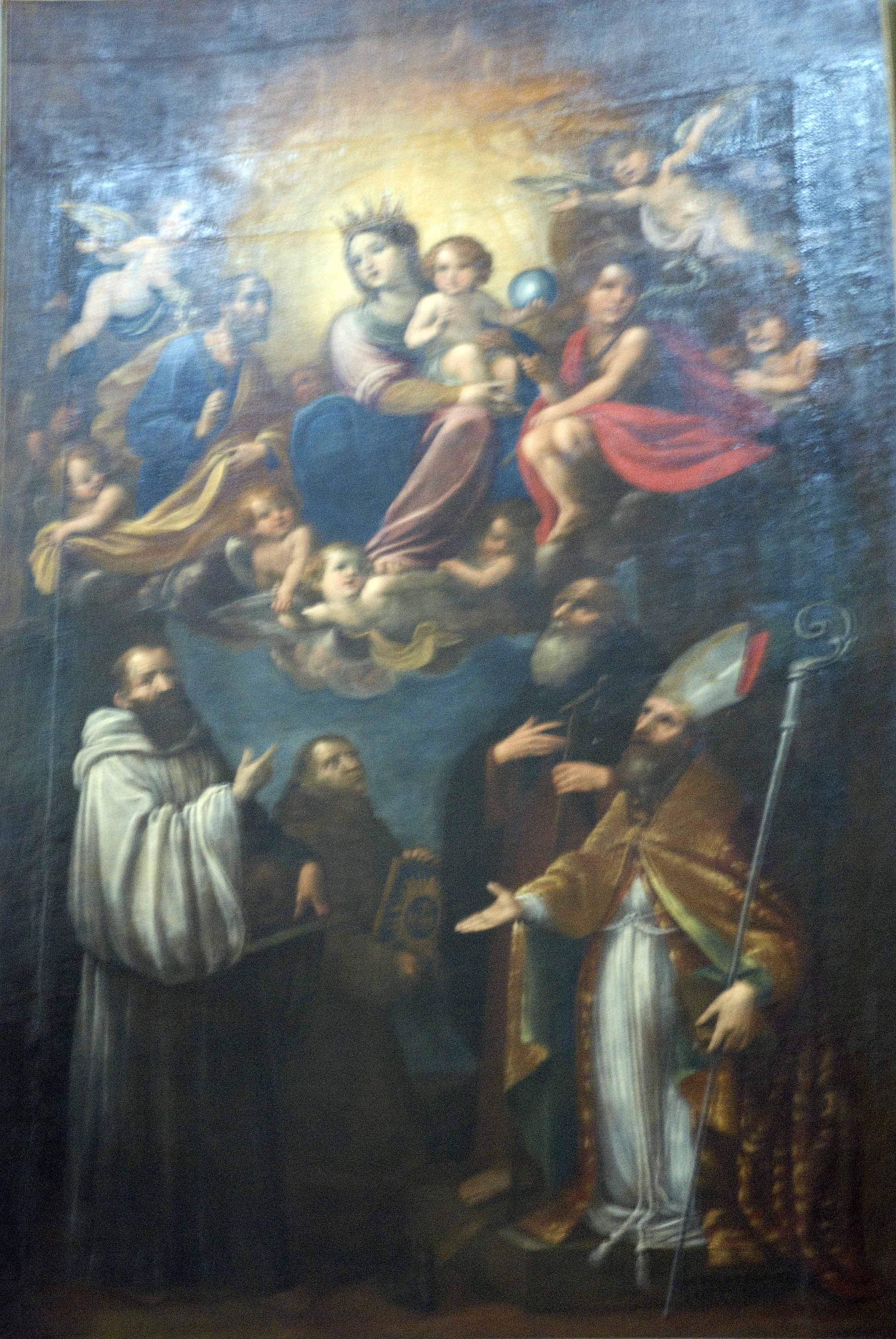
Madonna con San Giovanni Battista (1644, Collegiata dei Santi Simone e Giuda, Radicondoli)

Astolfo Petrazzi (* 1583 in Siena; † 1665 ebenda) war ein italienischer Maler, der im Stil des Barocks malte.

## Leben
Eine erste Ausbildung erhielt er von Francesco Vanni. Neben seiner Heimatregion war er auch in Rom und Spoleto aktiv. Viele seiner Werke entstanden unter der Leitung von Ventura Salimbeni und Pietro Sorri. Zudem arbeitete er häufig mit dem fast gleichaltrigen Raffaello Vanni zusammen, der unter Francesco Vanni sein Mitschüler war. Viele der Werke sind heute nicht mehr eindeutig einem der beiden zuzuordnen, wie zum Beispiel das Werk Pio II concede a Siena la Rocca di Radicofani im Palazzo Pubblico in Siena, entstanden um 1632, oder auch Pio II incoronato papa, ebenfalls im Rathaus Siena und ebenfalls um 1632 entstanden.

## Werke (Auswahl)
- Ascensione (Museo dell’Opera del Duomo am Dom von Siena)
- Comunione di San Girolamo, (Sant’Agostino, Siena)
- Conversione di San Paolo (Chiesa della Carceri di Sant’Ansano, Siena)
- Cristiano vescovo di Magonza concede a Siena alcune franchigie per conto del Barbarossa (1627, Palazzo Pubblico, Siena)
- Eterno Padre, Giovanni, Ipolito e Bernardino (Basilica di San Francesco (Siena))
- Immacolata Concezione (Chiesa e Convento di Sant’Agostino, Pietrasanta)
- La Madonna e la peste di Siena (Basilica di San Clemente in Santa Maria dei Servi, Siena)
- La Pietà e i Santi Giovanni Evangelista, Bernardino e Tommaso (Santa Maria della Scala, Sala di San Pio, entstammt ursprünglich der Kirche San Desiderio in Siena)
- Madonna con San Giovanni Battista (1644, Collegiata dei Santi Simone e Giuda, Radicondoli)
- Madonna del Rosario con il Beato Franco da Grotti e i Santi Domenico, Giovanni Battista, Orsola, Caterina da Siena, Lucia, Museo di arte sacra della Val d’Arbia, Buonconvento[1]
- Martirio di San Bartolomeo (1644, Chiesa di San Bartolomeo ad Ancaiano, Sovicille)
- Martirio di San Crescenzio (1639, Palazzo Pubblico, Siena)
- Martirio di San Sebastiano (Fresko, San Sebastiano in Valle Piatta, Siena)[2]
- Miracolo di San Cerbone (Museo delle Biccherne, Staatsarchiv Siena)
- Ritorno del Figliol prodigo (Palazzo Chigi-Piccolomini alla Postierla, Siena)
- San Giacomo che ridona la vista ad un cieco (Questura, Siena)
- San Giuseppe in gloria (1639, Palazzo Pubblico, Siena)
- San Sebastiano (Sala Scarlatti, Palazzo Chigi-Saracini, Siena)
- Santa Caterina che dà la veste al povero (Chiesa della Compagnia di Santa Caterina della Misericordia, Serre di Rapolano)
- Santa Caterina che riceve il cuore del Redentore (Chiesa della Compagnia di Santa Caterina della Misericordia, Rapolano Serre, Rapolano Terme)
- Santi Biagio, Domenico, Caterina da Siena e Sebastiano in adorazione della Madonna col Bambino(Chiesa di San Fortunato a Murlo im Castello/Borgo Murlo, Murlo)[3]
- Suonatrice di liuto (Pinacoteca Nazionale di Siena)
- Transito di San Giobbe (Oratorio di San Rocco, Siena, Werk mit Beiträgen von Francesco Bertini, 1648 entstanden)
- Ultima Cena (Oratorio di Sant’Antonio abate della compagnia del Santissimo Sacramento, Montisi)